# Alex Nalpas
Alexandre Antoine Nalpas est un producteur de cinéma français né le 4 avril 1887 à Izmir (Turquie), à l'époque Smyrne (Empire ottoman), et mort le 15 mai 1944 à Pau.

## Biographie
Au début des années 1920, Alex Nalpas crée un organe cinématographique, Les Élégances parisiennes qui produit chaque mois un film court de 600 mètres environ dont la formule serait : « Du chic, de l'élégance, du luxe et de l'art ». Il s'assure pour cela du concours des plus importantes maisons de couture afin de produire des films qui se veulent des « documents officiels de la mode à Paris ». Les scénarios doivent être conçus de manière à y incorporer tout ce qui concerne la mode.
Il est le frère de Louis Nalpas.

## Filmographie partielle
- 1923 : On demande un mannequin de Tony Lekain[2]
- 1927 : La Folie du jour de Joe Francis
- 1928 : La Princesse Mandane de Germaine Dulac
- 1930 : Le Tampon du capiston de Jean Toulout et Joe Francis
- 1930 : Une grave erreur de Joe Francis
- 1931 : En bordée d'Henry Wulschleger et Joe Francis
- 1931 : Le Disparu de l'ascenseur de Giulio Del Torre
- 1931 : L'Affaire Blaireau d'Henry Wulschleger
- 1932 : Le Champion du régiment d'Henry Wulschleger
- 1932 : L'Enfant de ma sœur d'Henry Wulschleger
- 1932 : Léon... tout court de Joe Francis
- 1933 : Les Surprises du divorce de Jean Kemm
- 1933 : Tire-au-flanc d'Henry Wulschleger
- 1933 : L'Héritier du Bal Tabarin de Jean Kemm
- 1933 : Bach millionnaire d'Henry Wulschleger
- 1934 : Le Train de 8 heures 47 d'Henry Wulschleger
- 1934 : Sidonie Panache d'Henry Wulschleger
- 1934 : Maria Chapdelaine de Julien Duvivier
- 1935 : Debout là-dedans ! d'Henry Wulschleger
- 1938 : Deux de la réserve de René Pujol